# Primera División Uruguaya 2003
Il campionato era formato da diciotto squadre e il Peñarol vinse il titolo.

## Apertura
| Pos. | Squadra              | G  | V  | N | P  | GF | GS | Punti |
| ---- | -------------------- | -- | -- | - | -- | -- | -- | ----- |
| 1    | Nacional             | 17 | 14 | 2 | 1  | 34 | 9  | 44    |
| 2    | Peñarol              | 17 | 12 | 2 | 3  | 43 | 20 | 38    |
| 3    | Danubio              | 17 | 10 | 4 | 3  | 34 | 19 | 34    |
| 4    | Montevideo Wanderers | 17 | 10 | 3 | 4  | 40 | 28 | 33    |
| 5    | Fénix                | 17 | 9  | 2 | 6  | 41 | 38 | 29    |
| 6    | Cerro                | 17 | 8  | 4 | 5  | 25 | 21 | 28    |
| 7    | Deportivo Maldonado  | 17 | 8  | 4 | 5  | 24 | 26 | 28    |
| 8    | Defensor Sporting    | 17 | 8  | 3 | 6  | 28 | 23 | 27    |
| 9    | Liverpool            | 17 | 8  | 3 | 6  | 24 | 24 | 27    |
| 10   | Miramar Misiones     | 17 | 6  | 4 | 7  | 28 | 27 | 22    |
| 11   | Bella Vista          | 17 | 6  | 3 | 8  | 23 | 22 | 21    |
| 12   | Central Español      | 17 | 6  | 3 | 8  | 15 | 22 | 21    |
| 13   | Tacuarembó           | 17 | 5  | 5 | 7  | 25 | 26 | 20    |
| 14   | Villa Española       | 17 | 4  | 5 | 8  | 31 | 37 | 17    |
| 15   | River Plate          | 17 | 3  | 4 | 10 | 18 | 27 | 13    |
| 16   | Plaza Colonia        | 17 | 2  | 6 | 9  | 17 | 26 | 12    |
| 17   | Deportivo Colonia    | 17 | 2  | 3 | 12 | 13 | 36 | 9     |
| 18   | Juventud Las Piedras | 17 | 1  | 2 | 14 | 11 | 43 | 5     |

G = Partite giocate; V = Vittorie; N = Nulle/Pareggi; P = Perse; GF = Goal fatti; GS = Goal subiti; 

## Clausura
| Pos. | Squadra              | G  | V  | N | P  | GF | GS | Punti |
| ---- | -------------------- | -- | -- | - | -- | -- | -- | ----- |
| 1    | Peñarol              | 17 | 12 | 3 | 2  | 30 | 13 | 39    |
| 2    | Liverpool            | 17 | 9  | 4 | 4  | 23 | 15 | 31    |
| 3    | Fénix                | 17 | 8  | 5 | 4  | 21 | 16 | 29    |
| 4    | Defensor Sporting    | 17 | 8  | 4 | 5  | 30 | 20 | 28    |
| 5    | Miramar Misiones     | 17 | 8  | 4 | 5  | 26 | 21 | 28    |
| 6    | Cerro                | 17 | 7  | 6 | 4  | 22 | 17 | 27    |
| 7    | River Plate          | 17 | 8  | 3 | 6  | 26 | 25 | 27    |
| 8    | Danubio              | 17 | 7  | 6 | 4  | 21 | 21 | 27    |
| 9    | Nacional             | 17 | 7  | 5 | 5  | 29 | 23 | 26    |
| 10   | Bella Vista          | 17 | 7  | 5 | 5  | 23 | 22 | 26    |
| 11   | Deportivo Maldonado  | 17 | 6  | 5 | 6  | 16 | 14 | 23    |
| 12   | Deportivo Colonia    | 17 | 6  | 5 | 6  | 24 | 23 | 23    |
| 13   | Central Español      | 17 | 7  | 1 | 9  | 17 | 20 | 22    |
| 14   | Montevideo Wanderers | 17 | 4  | 7 | 6  | 19 | 24 | 18    |
| 15   | Tacuarembó           | 17 | 4  | 5 | 8  | 19 | 23 | 17    |
| 16   | Plaza Colonia        | 17 | 2  | 5 | 10 | 16 | 30 | 11    |
| 17   | Villa Española       | 17 | 1  | 5 | 11 | 14 | 29 | 8     |
| 18   | Juventud Las Piedras | 17 | 2  | 2 | 13 | 17 | 37 | 8     |

G = Partite giocate; V = Vittorie; N = Nulle/Pareggi; P = Perse; GF = Goal fatti; GS = Goal subiti; 

## Complessivo
| Pos. | Squadra              | G  | V  | N  | P  | GF | GS | Punti |
| ---- | -------------------- | -- | -- | -- | -- | -- | -- | ----- |
| 1    | Peñarol              | 34 | 24 | 5  | 5  | 73 | 33 | 77    |
| 2    | Nacional             | 34 | 21 | 7  | 6  | 63 | 32 | 70    |
| 3    | Danubio              | 34 | 17 | 10 | 7  | 55 | 40 | 61    |
| 4    | Fénix                | 34 | 17 | 7  | 10 | 62 | 54 | 58    |
| 5    | Liverpool            | 34 | 17 | 7  | 10 | 47 | 39 | 58    |
| 6    | Defensor Sporting    | 34 | 16 | 7  | 11 | 58 | 43 | 55    |
| 7    | Cerro                | 34 | 15 | 10 | 9  | 47 | 38 | 55    |
| 8    | Montevideo Wanderers | 34 | 14 | 10 | 10 | 59 | 52 | 52    |
| 9    | Deportivo Maldonado  | 34 | 14 | 9  | 11 | 40 | 40 | 51    |
| 10   | Miramar Misiones     | 34 | 14 | 8  | 12 | 54 | 48 | 50    |
| 11   | Bella Vista          | 34 | 13 | 8  | 13 | 46 | 44 | 47    |
| 12   | Central Español      | 34 | 13 | 4  | 17 | 32 | 42 | 43    |
| 13   | River Plate          | 34 | 11 | 7  | 16 | 44 | 52 | 40    |
| 14   | Tacuarembó           | 34 | 9  | 10 | 15 | 44 | 49 | 37    |
| 15   | Deportivo Colonia    | 34 | 8  | 8  | 18 | 37 | 59 | 32    |
| 16   | Villa Española       | 34 | 5  | 10 | 19 | 45 | 66 | 25    |
| 17   | Plaza Colonia        | 34 | 4  | 11 | 19 | 33 | 56 | 23    |
| 18   | Juventud Las Piedras | 34 | 3  | 4  | 27 | 28 | 80 | 13    |

G = Partite giocate; V = Vittorie; N = Nulle/Pareggi; P = Perse; GF = Goal fatti; GS = Goal subiti; 

## Spareggio per il titolo
| Arbitro: | Méndez |

| |            | |
| Bizera 38’ | Marcatori  | |
| · 45’ Chilavert P · 42’ De Souza D · Bizera D · 88’ Lago D · 29’ 52’ Álvarez C · Pilipauskas C · Rodríguez C · 21’ 49’ Rotundo C · 43’ Césaro C · Nunes C · Cedrés C · 65’ Estoyanoff A · García A · Bueno A · A disposizione: · Berbia P · Herrera D · Bengoechea C · Jiménez A | Formazioni | · P Bava · D Angbwa 6’ 10’ · D Valdez 60’ · D Curbelo · D Leites · C Eguren 45’ 80’ · C Scotti · C Méndez 7’ · C Morales 95’ · C Vázquez 50’ · A Peralta · A Guerrero · A Dely Valdés 56’ 70’ · A Mello 82’ · A disposizione: · P Romay 49’ · C Camejo · C Coelho 49’ · A Sosa |
| Aguirre | Allenatori | Carreño |

## Classifica marcatori
| Gol |  |  | Giocatore        | Squadra              |
| --- |  |  | ---------------- | -------------------- |
| 22  |  |  | Alexander Medina | Liverpool (M)        |
| 18  |  |  | Carlos Bueno     | Peñarol              |
| 16  |  |  | Julio Ramírez    | Montevideo Wanderers |